# Ken McKenzie
Ken McKenzie (Port Coquitlam, 1952) è un ex cestista canadese.

## Carriera
È stato selezionato dai Seattle SuperSonics all'ottavo giro del Draft NBA 1975 (138ª scelta assoluta).
Con il Canada ha disputato i Campionati mondiali del 1974.